# Dayton Callie
Dayton Callie (Newark, 1946) è un attore e sceneggiatore statunitense con cittadinanza scozzese noto per le sue partecipazione alle serie Deadwood e Sons of Anarchy.

## Filmografia

### Cinema
- Preppies, regia di Chuck Vincent (1984)
- Alien Space Avenger, regia di Richard W. Haines (1989)
- Un sommergibile tutto matto (Going Under), regia di Mark W. Travis (1991)
- Conseguenze pericolose (The Last Word), regia di Tony Spiridakis (1995)
- A Wong Foo, grazie di tutto! Julie Newmar (To Wong Foo, Thanks for Everything! Julie Newmar, regia di Beeban Kidron (1995)
- Uomini spietati (The Last Days of Frankie the Fly), regia di Peter Markle (1996)
- Vulcano - Los Angeles 1997 (Volcano), regia di Mick Jackson (1997)
- Trappola per il presidente (Executive Target), regia di Joseph Merhi (1997)
- Lesser Prophets, regia di William DeVizia (1997)
- Derailed - Punto d'impatto (Derailed), regia di Bob Misiorowski (2002)
- Undisputed, regia di Walter Hill (2002)
- Turn of Faith, regia di Charles Jarrott (2002)
- Ash Tuesday, regia di Jim Hershleder (2003)
- Break a Leg, regia di Monika Mitchell (2005)
- 7-10 Split, regia di Tommy Reid (2007)
- The Pink Conspiracy, regia di Brian Scott Miller (2007)
- The Final Season, regia di David Mickey Evans (2007)
- New Orleans, Mon Amour, regia di Michael Almereyda (2008)
- Halloween II, regia di Rob Zombie (2009)
- Few Options, regia di George A. Pappy Jr. (2011)
- The Devil's Carnival, regia di Darren Lynn Bousman (2012)
- The Motel Life, regia di Alan Polsky, Gabe Polsky (2012)
- Alleluia! The Devil's Carnival, regia di Darren Lynn Bousman (2015)
- Abattoir, regia di Darren Lynn Bousman (2016)
- City of Lies - L'ora della verità (City of Lies), regia di Brad Furman (2018)

### Sceneggiatura
- Uomini spietati (The Last Days of Frankie the Fly) (1996)
- Trappola per il presidente (Executive Target) (1997)

### Cortometraggi
- Chairman of the Board, regia di Antonio Zuniga (2001)

### Televisione
- Kate e Allie - serie TV, 1 episodio (1987)
- At Mother's Request - film TV, (1987)
- La famiglia Hogan (The Hogan Family) - serie TV, 1 episodio (1989)
- New Adam-12 (The New Adam-12) - serie TV, 1 episodio (1989)
- La bella e la bestia (Beauty and the Beast) - serie TV, 1 episodio (1990)
- Falcon Crest - serie TV, 1 episodio (1990)
- Genitori in blue jeans (Growing Pains) - serie TV, 1 episodio (1990)
- DEA - serie TV, 1 episodio (1990)
- Law & Order - I due volti della giustizia (Law & Order) - serie TV, 1 episodio (1990)
- La legge di Bird (Gabriel's Fire) - serie TV, 1 episodio (1991)
- Room for Two - serie TV, 1 episodio (1992)
- Ragionevoli dubbi (Reasonable Doubts) - serie TV, 1 episodio (1992)
- Murphy Brown - serie TV, 1 episodio (1993)
- La tata (The Nanny) - serie TV, 1 episodio (1994)
- Tyson film TV, regia di Uli Edel (1995)
- NYPD - New York Police Department (NYPD) serie TV, 2 episodi (1995-1999)
- Ellen (These Friends of Mine) - serie TV, 1 episodio (1997)
- Seinfeld - serie TV, 1 episodio (1998)
- Mr. Chapel (Vengeance Unlimited) - serie TV, 2 episodi (1998)
- The Practice - Professione avvocati (The Practice) - serie TV, 1 episodio (2000)
- F.B.I. Protezione famiglia (Cover Me: Based on the True Life of an FBI Family) - serie TV, 1 episodio (2001)
- Roswell - serie TV, 1 episodio (2001)
- Il boss dei boss (Boss of bosses) - film TV, regia di Dwight H. Little (2001)
- Il tocco di un angelo (Touched by an Angel) - serie TV, 1 episodio (2002)
- Port Charles - serie TV, 2 episodi (2002)
- CSI: Miami - serie TV, 1 episodio (2003)
- Giudice Amy (Judging Amy) - serie TV, 1 episodio (2003)
- Deadwood - serie TV, 33 episodi (2004-2006)
- The Closer - serie TV, 1 episodio (2006)
- CSI - Scena del crimine (CSI: Crime Scene Investigation) - serie TV, 3 episodi (2006-2007)
- The Unit - serie TV, 1 episodio (2009)
- In Plain Sight - Protezione testimoni (In Plain Sight) - serie TV, 1 episodio (2009)
- The Cape - serie TV, 2 episodi (2011)
- The Booth at the End - serie TV, 5 episodi (2012)
- Sons of Anarchy - serie TV, 80 episodi (2008-2014)
- Law & Order - Unità vittime speciali (Law & Order: Special Victims Unit) - serie TV, 1 episodio (2014)
- Fear the Walking Dead - serie TV, 8 episodi (2016-2017)
- Deadwood - Il film (Deadwood: The Movie) - film TV, regia di Daniel Minahan (2019)

### Videogiochi
- Left 4 Dead 2 (2009)

## Doppiatori italiani
Nelle versioni in italiano delle opere in cui ha recitato, Dayton Callie è stato doppiato da:
- Ennio Coltorti in Deadwood, Fear the Walking Dead, Deadwood - Il film
- Emilio Cappuccio in Derailed - Punto d'impatto, Undisputed
- Franco Zucca ne Il boss dei boss
- Gerolamo Alchieri in Roswell
- Renato Mori in CSI: Miami
- Goffredo Matassi in The Closer
- Sergio Fiorentini in CSI - Scena del crimine
- Sergio Matteucci in Sons of Anarchy
- Antonio Angrisano in Halloween II
- Oliviero Dinelli in Law & Order - Unità vittime speciali
- Ambrogio Colombo in City of Lies - L'ora della verità